# Silverstein
Silverstein (произносится «Силверстин» /ˈsɪl.və.stiːn/) — пост-хардкор группа из города Бёрлингтона в канадской провинции Онтарио. Была основана в 2000 году и названа в честь поэта и детского писателя Шела Силверстина. Многие относят группу к жанру скримо, но её участники, в частности Пол Кёлер, отвергают причастность к данному жанру. За всю историю группа выпустила 10 альбомов, 3 сборника, 2 лайв-альбома и 6 EP. В общей сумме группа продала около 1.000.000 копий альбомов. Все участники группы являются вегетарианцами.

## История

### Ранние годы, EP Summer’s Stellar Gaze, When The Shadows Beam и альбомWhen Broken Is Easily Fixed(2000—2004)
Группа Silverstein была основана в феврале 2000 года. Они самостоятельно выпустили свой первый EP Summer's Stellar Gaze, который вышел 27 августа того же года. После нескольких изменений в составе, в группу вошёл Билл Хамилтон, местный фанат, который узнал о потребности группы в басисте на интернет-доске объявлений «The 905 Board» (информационно-пропагандистская доска в провинции Онтарио, которая раньше предназначалась для местных музыкантов). В декабре 2000 года он присоединился к группе после того, как Тольд помог ему выучить музыку для песен. После репетиции 26 декабря в 2000 году, он официально дебютировал с Silverstein. Осенью 2000 года оригинальный гитарист Ричард Макуолтер покинул группу и переехал в Викторию, Британская Колумбия, чтобы изучать инженерное дело. Группа думала, что это конец. Но участники особо не переживали, так как в то время Silverstein был всего сайд-проектом. Затем его сменил Нейл Бошарт, друг детства Шейна Тольда. Новый состав записал второй EP, When the Shadows Beam, который вышел 26 апреля 2002 года, в рамках подготовки к своему первому туру в Восточной Канаде. Группа подписала контракт с Victory Records в октябре 2002 года с полным составом, поскольку Хэмилтон попытался закончить своё среднее образование на один семестр раньше. В январе следующего года группа отправилась в студию, чтобы записать свой первый полноформатный дебютный альбом When Broken Is Easily Fixed. Альбом был записан в студии Unity Gain и Mount Fairview studios с продюсером Джастином Купом и выпущена 20 мая 2003 года на лейбле Victory Records. Шесть песен были перезаписанными версиями предыдущих EP Silverstein: Summer’s Stellar Gaze и When The Shadows Beam. When Broken Is Easily Fixed про́дался в количестве более 200 000 копий, что превзошло ожидания группы.

### Discovering the Waterfront(2005—2006)
В августе 2005 года группа выпустила альбом Discovering the Waterfront, выпущенный с лейбла Victory Records. Это был первый альбом, спродюсированный Кэмероном Уэббом, вместе с которым группа долгое время сотрудничала. Это также ознаменовало изменение в звучании. В отличие от When Broken Is Easily Fixed, в музыке темп стал быстрее и появились более энергичные песни, а также стало больше аспектов панк-рока. Вокал Тольда стал более профессиональным. С выпуском Discovering the Waterfront группа стала намного популярнее и также впервые сингл «Smile in Your Sleep» вышел в эфир на таких станциях, как FUSE и IMF. В 2005 году группа выступила в туре Never Sleep Again с такими группами, как Aiden, Hawthorne Heights и Bayside — тур, во время которого барабанщик Bayside Джон «Beatz» Холохан погиб в дорожно-транспортном происшествии. Песня «Here Today, Gone Tomorrow» в их следующем альбоме «Arrivals and Departures» была написана о смерти Холохана и его отношениях с группой. В январе-феврале 2006 года они гастролировали с Simple Plan в Европе. Затем они гастролировали по Канаде с туром Taste of Chaos Tour, а также по Европе, Японии и Австралии. Они также выступили на фестивале Give It A Name в Earls Court & MEN Arena в Великобритании, открыв главную сцену. Группа также гастролировала в 2006 году в рамках тура Vans Warped Tour, дебютировав на главной сцене в поддержку Discovering the Waterfront и сборника «18 Candles: The Early Years». Discovering the Waterfront был переиздан в сентябре 2006 года с дополнительной песней, кавером группы на песню Lifetime «Rodeo Clown» и DVD, включающим музыкальные клипы, создание Featurette и живой сет из тура Never Sleep Again в Чикаго.
В 2006 году Silverstein была номинирована на премию Juno Award в категории «Лучшая новая группа», но проиграла группе Bedouin Soundclash.

### Arrivals & Departures(2007—2008)
Третий полноформатный альбом группы, Arrivals & Departures, был выпущен 3 июля 2007 года, и был назван журналом AP одним из самых ожидаемых альбомов 2007 года. Марк Тромбино (Jimmy Eat World, Blink-182, Finch) был продюсером. Альбом продался в количестве 27,000 тысяч копий за первую неделю продаж. Silverstein также добавила новую акустическую версию своей песни «Red Light Pledge» в сборник Punk Goes Acoustic 2, выпущенный 8 мая 2007 года на лейбле Fearless Records. После завершения записи своего третьего студийного альбома, группа отыграла несколько концертов весной, а затем отправилась в турне на лето с Rise Against.
Группа также гастролировала по Соединённым Штатам осенью 2007 года с группой From Autumn to Ashes, а затем отправилась в месячное европейское турне с Blessthefall. После гастролей по Австралии и Японии, в январе 2008 года они отыграли свой первый хедлайнерский тур «Cross-Canada» с участием Protest the Hero, Ill Scarlett и The Devil Wears Prada. После тяжелых гастролей для своего альбома «Arrivals and Departures», в Канаде, США, Великобритании и других регионах Европы в конце 2007 и начале 2008 года, которые включали 1000-е шоу группы в Париже, группа взяла летний отпуск. В новостном посте на своем сайте, Пол Келер сказал, что группа «берет немного времени, чтобы написать новый альбом!». В октябре и ноябре 2008 года группа гастролировала по Соединённым Штатам (с финальным шоу в Торонто) с Chiodos, Escape the Fate, Alesana и A Skylit Drive, во время которого они исполнили недавно написанную песню «Broken Stars», также доступную в качестве демо на их странице Myspace.

### A Shipwreck in the Sand(2009—2010)
14 декабря 2008 года, группа объявила в Myspace, что их четвёртый альбом будет выпущен 31 марта 2009 года. Название нового альбома «A Shipwreck in the Sand» было объявлено 29 января 2009 года, объявив трек-лист через веб-сайт альбома, а также сообщив, что это будет концептуальный альбом. 17 марта группа сняла клип на песню «Vices» с режиссёром Робби Старбаком. Позже, 23 марта 2009 года, группа опубликовала полный альбом на своей официальной странице MySpace.
A Shipwreck in the Sand был выпущен 31 марта 2009 года и разошелся тиражом почти в 17 000 экземпляров за первую неделю.

### Transitions,RescueиShort Songs(2011—2012)
11 июля 2010 года Шейн Тольд сказал: «У нас очень скоро выходит новый альбом. Мы хотели бы выпустить его сегодня вечером, но планируем выпустить в начале следующего года». Он также сказал, что группа уже написала 16 песен для новой пластинки и что альбом будет выпущен в следующем году. 8 октября 2010 года в Интернете распространились слухи об их новом альбоме под названием «Set This All Ablaze» и о том, что он снова будет выпущен на лейбле Victory Records. Позже группа отвергла слух о том, что новый альбом будет называться Set This All Ablaze, но подтвердила свой уход из Victory Records. Однако в первую неделю октября 2010 года на официальном сайте Silverstein появился баннер с надписью «Set This All Ablaze». 17 сентября 2010 года было подтверждено, что Silverstein будут играть в Австралии на фестивале Soundwave в 2011 году. Это будет второй фестиваль Soundwave для группы.
15 ноября Silverstein объявили в Facebook, что они подписали контракт с Hopeless Records в США, Европе, Японии и с Universal Music в Канаде. Они также сообщили, что новый EP под названием «Transitions» выйдет 7 декабря и будет включать в себя две песни из их нового альбома, выходящего в следующем году, а также три дополнительных би-сайда. В ответ на вопрос фаната в Tumblr, Шейн Сказал, что новая музыка-это «нечто среднее между Discovering the Waterfront и A Shipwreck in the Sand».
Шейн Тольд сказал, что Мартин Виттфут, художник и друг группы, ответственный за все четыре обложки альбома группы, снова нарисовал обложку альбома. 15 февраля 2011 года группа опубликовала обложку альбома для Rescue на своей официальной странице в Facebook. 19 февраля 2011 года на радио 89X вышла в эфир новая песня группы под названием «Burning Hearts». 22 февраля 2011 года в ответ на сообщение фаната в Facebook группа заявила, что они не выпускают традиционный ведущий сингл с нового альбома и что на данный момент они сняли три музыкальных клипа. Затем они заявили, что новая пластинка содержит «тонны криков и срывов». Альбом «Rescue» был выпущен 26 апреля 2011 года.
17 октября 2011 года группа опубликовала на своем YouTube-канале новое видео о предстоящем релизе. Они объявили, что находятся в процессе записи нового альбома под названием «Short Songs» с продюсером Джорданом Валериотом, релиз которого запланирован на 7 февраля 2012 года. Они также сказали, что EP будет содержать 22 песни менее чем за 90 секунд, причем половина песен будут каверами на панк-песни, которые повлияли на них. 1 декабря 2011 года группа транслировала две песни из Short Songs, «SOS» и «Brookfield», а также их каверы на песни Green Day «The Ballad of Wilhelm Fink» и NOFX «It’s My Job to Keep Punk Rock Elite» на PunkNews.
Группа объявила, что в августе они сыграют 10 концертов в Соединённых Штатах и Канаде в поддержку Коротких песен, во время которых они сыграют альбом полностью, а также набор величайших хитов. Названный «SHORT TOUR», он проходил с 16 по 26 августа 2012 года.

### Уход Бошарта иThis Is How the Wind Shifts(2012—2014)
Во время SHORT TOUR группа объявила, что новый альбом выйдет в 2013 году. 25 сентября 2012 года группа объявила, что Нил Бошарт больше не является членом группы после 11 лет совместной работы. Его заменил бывший гитарист группы I Am Committing A Sin Пол Марк Руссо. Позже Тольд сказал, что замена Бошарта была вызвана многими годами разлуки, заявив, что вклад Бошарта в Short Songs был очень мал.
26 ноября 2012 года группа объявила, что их седьмой студийный альбом будет называться This Is How the Wind Shifts и выйдет 5 февраля 2013 года. Через несколько часов они также выпустили первый сингл под названием «Stand Amid The Roar».
15 января 2013 года группа выпустила лирическое видео на песню «Massachusetts».
8 марта 2013 года группа объявила, что будет играть весь Warped Tour 2013. 20 апреля 2013 года они выпустили сплит-7-дюймовый EP с August Burns Red для Record Store Day, охватывающий Coming Clean By The Get Up Kids. Релиз был ограничен 500 виниловыми копиями. 20 мая 2013 года они выпустили перезаписанную версию «Smashed Into Pieces» к 10-летнему юбилею When Broken Is Easy Fixed.
24 сентября 2013 года Silverstein объявили, что будет выпущено переиздание под названием «This Is How The Wind Shifts: Addendum» и также выпустили новую песню под названием «I Will Illuminate». Переиздание вышло 15 октября 2013 года и принесло общий трек-лист This Is How The Wind Shifts до 21. Он содержит две новые песни, акустические песни из делюкс-версии альбома, «голосовую ноту» версии Arrivals и микс из двух песен This Is How и The Wind Shifts.

### I Am Alive in Everything I Touch(2015—2016)
Silverstein начала 2015 год с 10-летнего юбилейного тура в честь их второго альбома Discovering the Waterfront. Тур будет состоять из 38 дат с января по февраль по всей Северной Америке. Восьмой студийный альбом группы I Am Alive In Everything I Touch был выпущен 19 мая 2015 года. Одновременно с анонсом альбома Silverstein выпустили музыкальное видео на трек «A Midwestern State of Emergency.» 4 марта группа выпустила второй сингл с альбома Milestone с лирическим видео, сопровождающим релиз. 16 марта 2016 года Silverstein выпустили третье музыкальное видео с альбома « The Continuous Condition». Позже, 27 июля 2016 года, они выпустили клип на песню «Toronto (Unabridged)». Это был последний альбом с рисованным стилем обложки.

### Dead Reflection(2016—2018)
13 октября 2016 года Silverstein объявили о потоковой передаче «Ghost» на SiriusXM. Позже в тот же день они выпустили музыкальное видео на YouTube и песню на iTunes. Silverstein сообщили в социальных сетях, что предстоящий студийный альбом выйдет в 2017 году.
18 мая 2017 года Silverstein выпустили второй сингл с пластинки «Retrograde», а также объявили трек-лист и название пластинки «Dead Reflection», которая была выпущена 14 июля 2017 года.

### A Beautiful Place to Drown(2019—2020)
27 июня 2019 года Silverstein выпустили новый сингл с участием вокалиста Beartooth Калеба Шомо под названием «Burn It Down». Группа планирует записать новый альбом позже в этом году и выпустить его в 2020 году. 8 января 2020 года Silverstein выпустили ещё один сингл под названием «Infinite» с участием вокалиста и барабанщика Underoath Аарона Гиллеспи, а также анонс их следующего альбома «A Beautiful Place to Drown». 3 марта 2020 года группа выпустила ещё один новый сингл под названием «Madness». Альбом был выпущен 6 марта 2020 года.

### Misery Made Me(2021-н.в.)
15 апреля 2021 группа представила новый сингл Bankrupt, на который вышел клип. Спустя несколько месяцев выходит It’s Over, с видео. 24 февраля выходит новый сингл Ultraviolet с клипом. В тот же день был анонсирован новый альбом Misery Made Me, выпуск которого запланирован на 6 мая 2022 года. До этого на YouTube канале группы выходили короткие тизеры.
6 мая альбом вышел. Его также можно было предзаказать на виниле, CD, и кассете. Релиз был в целом хорошо принят музыкальными критиками, хотя фанаты поставили довольно средние оценки альбому.

## Туры группы
В 2005 группа выступила на Never Shave Again Tour с такими группами, как Aiden, Hawthorne Heights и Bayside; именно тогда Джон Холохан из Bayside погиб в автокатастрофе.
В Январь-Февраль 2006, они совершили поездку по Европе с Simple Plan. Затем побывали в Канаде в рамках тура Taste of Chaos, а также отыграли немало концертов в Европе, Японии и Австралии.
Группа Silverstein также участвовала в 2006 на Vans Warped Tour, где исполняла песни из своих новых альбомов: Discovering the Waterfront и EP 18 Candles: The Early Years. Последний — компиляция первых альбомов группы, акустические версии нескольких песен.
Осенью 2006 Silverstein отыграли с Aiden, It Dies Today и He Is Legend на The Never Shave Again Tour. Затем завершили работу над третьим альбомом и летом того же года совершили поездку с Rise Against. Осенью следующего (2007) года они гастролировали вместе с From Autumn To Ashes по США.
Следующие туры были по Австралии и Японии в Январе 2008, за которыми последовал первый для группы тур «Cross-Canada» с Protest the Hero, Ill Scarlett и The Devil Wears Prada.
Осенью 2015 года группа посетила Россию с туром в поддержку последнего альбома I Am Alive In Everything I Touch, дав концерты в Москве, Санкт-Петербурге и Иванове.

## Жанры группы
Silverstein часто относят к таким жанрам, как постхардкор, эмо, скримо.

## Дискография
Студийные альбомы
- When Broken Is Easily Fixed (2003)
- Discovering The Waterfront (2005)
- Arrivals & Departures (2007)
- A Shipwreck in the Sand (2009)
- Rescue (2011)
- Short Songs (2012)
- This Is How the Wind Shifts (2013)
- I Am Alive in Everything I Touch (2015)
- Dead Reflection (2017)
- A Beautiful Place to Drown (2020)
- Redux II (2020)
- Misery Made Me (2022)

Сборники
- 18 Candles: The Early Years (2006)

Видео альбомы
- Decade (Live at the El Mocambo) (2010)

EP
- Summer's Stellar Gaze (2000)
- When The Shadows Beam (2002)
- Transitions (2010)
- Support Your Local Record Store (2011)
- Four Minutes Being Cool (2013)

## Состав группы
- Шейн Тольд — Вокал
- Пол Марк Руссо — Соло-гитара, вокал
- Джош Брэдфорд — Гитара
- Билл Хэмильтон — Бас-гитара, бэк-вокал
- Пол Кёлер — Ударные

Бывшие участники
- Ричард МакУолтер — Соло-гитара
- Нил Бошарт — Соло-гитара

Временная шкала